# ليفي مارس
ليفي مارس هو قاضي كندي، ولد في 1841، وتوفي في 7 مايو 1933.